# F-04F
ビジネススマートフォン F-04F（ビジネススマートフォン エフゼロヨンエフ）は、富士通によって開発された、NTTドコモの第3.9世代移動通信システム（Xi）と第3世代移動通信システム（FOMA）のデュアルモード端末である。

## 概要
らくらくスマートフォン プレミアム（F-09E）をベースに、情報漏洩のリスクを抑えるスイッチ付き「スマート指紋センサー」やビジネスの機密情報をしっかりガードするmicroSDカードの暗号化などのセキュリティ機能を強化したドコモ初となる法人向けのスマートフォンである。
明るさと省電力を両立した「WhiteMagic」ディスプレイの採用と優れた省電力技術により、3日間の電池持ちを実現。消費電力を抑える省電力設計でありながら、晴天の屋外でも明るく見やすい画面なので、外回りのビジネスシーンでも快適に利用することができる。さらに、省エネ設定アプリの「NX!エコ」が、ビジネスの頻繁な電話やメールにも十分に対応できる電池持ちをサポート。
ビジネスで利用頻度の高い電話やメールを直感的な操作で利用できる専用ホーム画面「テレフォンホーム」を採用。左右にスワイプすると発着信履歴が表示され、そのまま電話をかけ直すことができる。
導入企業内で構築されているMicrosoft Exchangeサーバと連携でき、外出先でも社内メールやスケジュール、連絡先等をスマートフォンで利用できる。
なお本機種発売と同時に、法人向けスマートフォン専用のパケット定額サービス「Xi パケ・ホーダイ for ビジネス（月額2,839円・税抜）」の提供を開始予定。
本機種では初期設定時にGoogleアカウントを利用しない（Googleアカウントの設定画面自体が無い）ため、Google Playからアプリをダウンロードすることができない他、GmailなどGoogle社提供のアプリは利用できない。購入後、アカウント登録等の設定なしで使用することができる。
販売チャネルはNTTドコモ法人営業部門、ドコモショップの法人営業部門のみとなるため、店頭で購入する場合事前に確認が必要となる。個人での購入はできない。（※2021年8月現在、中古で購入できる場合がある模様、ただし個人でのNTTドコモ契約は可能かどうかは不明なので注意）

## 主な機能
| 主な対応サービス                                | 主な対応サービス                         | 主な対応サービス                     | 主な対応サービス                                       |
| ----------------------------------------------- | ---------------------------------------- | ------------------------------------ | ------------------------------------------------------ |
| タッチパネル/加速度センサー                     | Xi/FOMAハイスピード                      | Bluetooth                            | DCMX/おサイフケータイ/NFC/かざしてリンク/赤外線/トルカ |
| ワンセグ/フルセグ/モバキャス                    | メロディコール                           | テザリング                           | WiFi IEEE802.11a/b/g/n/ac 2.4GHz/5GHz                  |
| GPS                                             | ドコモメール/電話帳バックアップ          | デコメール/デコメ絵文字/デコメアニメ | iチャネル                                              |
| エリアメール/ソフトウェアーアップデート自動更新 | デジタルオーディオプレーヤー(WMA)(MP3他) | GSM/3Gローミング（WORLD WING）       | フルブラウザ/Flash Player                              |
| Google Play/dメニュー/dマーケット               | Gmail/Google Talk/YouTube/Picasa         | バーコードリーダ/名刺リーダ          | ドコモ地図ナビ/Google Maps/ストリートビュー            |

## 歴史
- 2014年1月6日 - 発売開始[4]。

## アップデート
2014年7月31日のアップデート
- メールアプリにオフィスファイル添付機能を追加。
- ビルド番号がV12R21BからV17R25Aになる。